# Jurga Greičienė

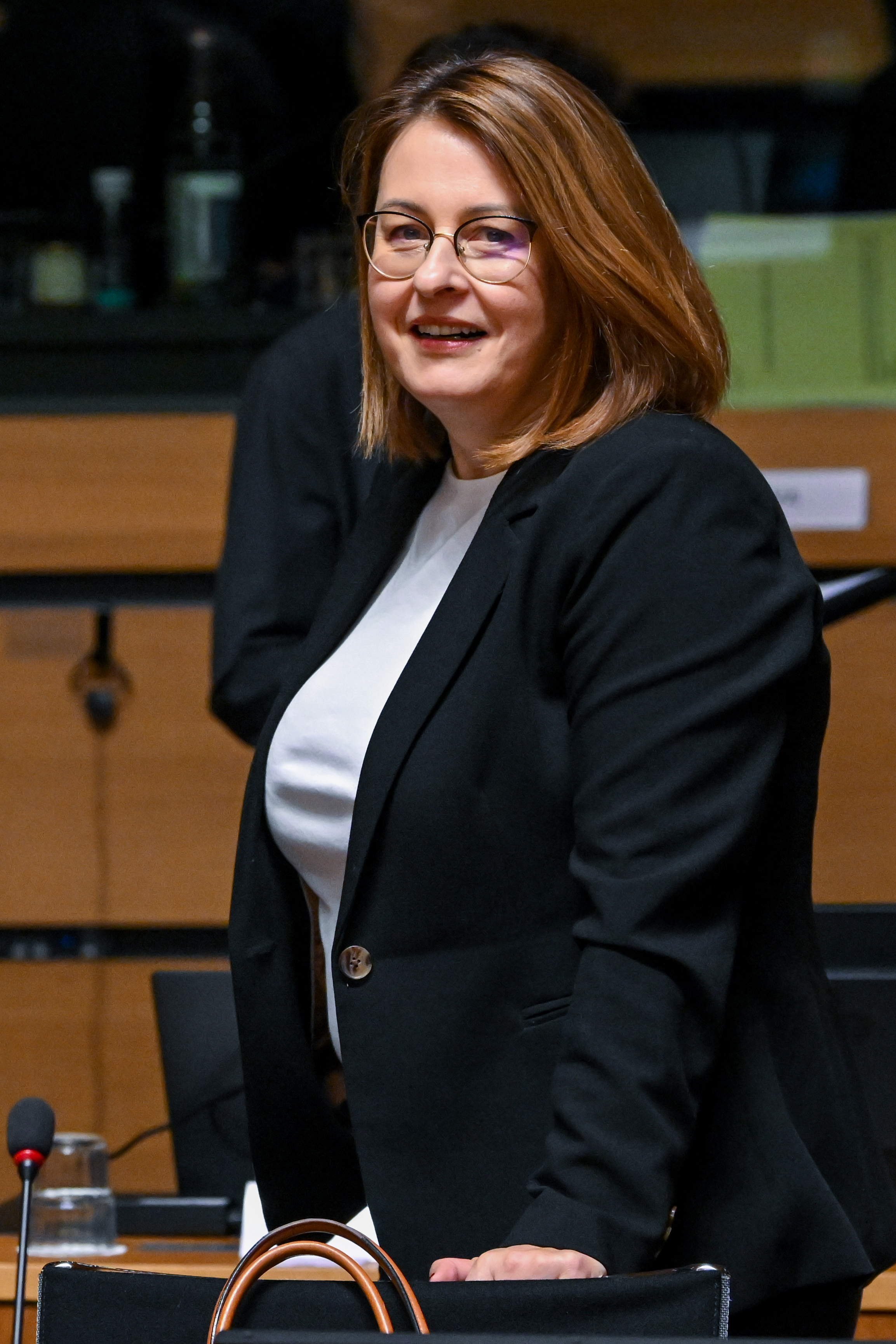
Jurga Greičienė (2024)

Jurga Greičienė (*  1980 in Plungė) ist eine litauische Juristin und Politikerin, Vizeministerin, stellvertretende Justizministerin Litauens.

## Leben
Nach dem Abitur  an der Mittelschule absolvierte Jurga Greičienė von 1994 bis 1999 das Diplomstudium der Rechtswissenschaften an der Universität Vilnius in der litauischen Hauptstadt Vilnius und von 2000 bis 2001 das LL.M-Aufbaustudium an der Universität Münster sowie ab 2000 war Doktorandin in Vilnius. Dann arbeitete sie als Oberspezialistin, kurz als Ministeriumskanzlerin,  leitete  eine Unterabteilung und später bis 2020 die Abteilung für Rechtssystem am Justizministerium der Republik Litauen.
Seit Dezember 2020 ist sie Stellvertreterin der Justizministerin Evelina Dobrovolska im Kabinett Šimonytė.
Sie ist verheiratet.